# Hermann Hreiðarsson
Hermann Hreiðarsson (Vestmannæyjar, 11 juli 1974) is een IJslands voetballer, wiens achternaam vaak wordt gespeld als Hreidarsson). Hij is een verdediger die in het seizoen 2008/2009 voor de Engelse club Coventry City FC speelt. In zijn carrière kwam hij eerder achtereenvolgens uit voor ÍB Vestmannaeyja, Crystal Palace, Brentford FC, Wimbledon FC, Ipswich Town, Charlton Athletic en Portsmouth FC.
Hij is international voor IJsland, waarvoor hij in juni 1996 zijn debuut maakte in een interland tegen Cyprus en sindsdien al meer dan 80 wedstrijden speelde.

## Erelijst
Portsmouth FC
- FA Cup

2008

## Bron
1. ↑  Iceland - Recordinternationals IJsland - RSSSF. Gearchiveerd op 20 mei 2022.